# Rentweinsdorf
Rentweinsdorf ist ein Markt im unterfränkischen Landkreis Haßberge und ein Mitglied der Verwaltungsgemeinschaft Ebern.

## Geografie

### Geografische Lage
Die Gemeinde liegt in der Region Main-Rhön.

### Gemeindegliederung
Es gibt zehn Gemeindeteile (in Klammern sind der Siedlungstyp und die Einwohnerzahl, Stand: 2021, angegeben):
- Gräfenholz (Dorf, 47)
- Hebendorf (Einöde, 4)
- Lind (Dorf, 109)
- Losbergsgereuth (Dorf, 113)
- Ottneuses (Weiler, 11)
- Rentweinsdorf (Hauptort, 1007)
- Salmsdorf (Kirchdorf, 111)
- Sendelbach (Dorf, 105)
- Treinfeld (Dorf, 186)
- Treinfeldsmühle (Einöde)

Auf dem Gemeindegebiet liegen die Gemarkungen Losbergsgereuth, Rentweinsdorf, Rentweinsdorfer Hauptwald, Salmsdorf, Sendelbach und Treinfeld.

### Nachbargemeinden
Nachbargemeinden sind (von Norden beginnend im Uhrzeigersinn): Untermerzbach, Rattelsdorf, Reckendorf, Gerach, Breitbrunn, Kirchlauter und Ebern.

## Geschichte

### Bis zur Gemeindegründung
Die Familie von Rotenhan war schon bei der ersten urkundlichen Erwähnung von Rentweinsdorf 1248 im Ort nachweisbar. Im Jahr 1497 wurden die Rotenhan vom Würzburger Bischof Lorenz von Bibra mit der vollen Zentgerichtsbarkeit belehnt. Das Rittergut der Freiherren von Rotenhan, das auch zum Fränkischen Ritterkreis gehörte, wurde 1806 durch Bayern mediatisiert und 1810 im Zuge von Grenzbereinigungen dem Großherzogtum Würzburg des Erzherzogs Ferdinand von Toskana überlassen, mit welchem es 1814 endgültig an Bayern zurückfiel. Im Zuge der Verwaltungsreformen in Bayern entstand mit dem Gemeindeedikt von 1818 die heutige Gemeinde.

### Eingemeindungen
Am 1. April 1971 wurde die Gemeinde Losbergsgereuth eingegliedert. Am 1. Januar 1978 kam Sendelbach hinzu. Salmsdorf und Treinfeld folgten am 1. Mai 1978.

### Einwohnerentwicklung
| Jahr      | 1961 | 1970 | 1987 | 1991 | 1995 | 2000 | 2005 | 2010 | 2015 |
| Einwohner | 1308 | 1338 | 1361 | 1392 | 1467 | 1524 | 1611 | 1576 | 1561 |

Im Zeitraum 1988 bis 2018 stieg die Einwohnerzahl von 1379 auf 1581 um 202 Einwohner bzw. um 14,7 %. 2005 hatte der Markt 1627 Einwohner.
Quelle: BayLfStat

## Politik

### Gemeinderat
Die vergangenen vier Gemeinderatswahlen führten jeweils zu folgenden Sitzverteilungen:
|      | CSU | SPD | Überparteiliche Wählergemeinschaft | Rentweinsdorfer Unabhängige Liste | Gesamt   |
| 2020 | 2   | 3   | 4                                  | 3                                 | 12 Sitze |
| 2014 | 3   | 4   | 5                                  | -                                 | 12 Sitze |
| 2008 | 3   | 3   | 6                                  | -                                 | 12 Sitze |
| 2002 | 4   | 4   | 4                                  | -                                 | 12 Sitze |

Die Rentweinsdorfer Unabhängige Liste (RUL) wurde dabei erst zur Wahl 2020 gegründet.

### Bürgermeister
Erster Bürgermeister ist Steffen Kropp (SPD). Dieser wurde 2020 in der Stichwahl mit 58,02 % der Stimmen gegen Stefan Horn (Rentweinsdorfer Unabhängige Liste) als neuer Bürgermeister gewählt. Er folgt damit auf Willi Sendelbeck (ebenfalls SPD), der das Amt knapp 27 Jahre innehatte, und zwar vom 6. September 1993 bis 30. April 2020.

## Wappen
| Wappen von Rentweinsdorf | Blasonierung: „In Rot oben eine silberne Waage, unten ein silberner Schild, darin ein roter Schrägwellenbalken, beseitet oben von einem fünfstrahligen roten Stern.“ |
| Wappen von Rentweinsdorf | seit 1981 |

## Kultur und Sehenswürdigkeiten

### Baudenkmäler
Das Schloss Rentweinsdorf, erbaut zwischen 1750 und 1762, bildet mit der gegenüberliegenden Pfarrkirche Heilige Dreifaltigkeit, erbaut zwischen 1597 und 1600, den Mittelpunkt des Marktes Rentweinsdorf.

## Wirtschaft und Infrastruktur

### Wirtschaft
Im Jahr 2017 gab es nach der amtlichen Statistik im produzierenden Gewerbe keine und im Bereich Handel, Verkehr und Gastgewerbe 14 sozialversicherungspflichtig Beschäftigte am Arbeitsort. In sonstigen Wirtschaftsbereichen waren am Arbeitsort keine Personen sozialversicherungspflichtig beschäftigt. Sozialversicherungspflichtig Beschäftigte am Wohnort gab es insgesamt 672. Im verarbeitenden Gewerbe  gab es einen Betrieb. Im Jahr 2016 bestanden zudem 40 landwirtschaftliche Betriebe mit einer landwirtschaftlich genutzten Fläche von insgesamt 1447 Hektar, davon waren 1138 Ackerfläche und 309 Dauergrünfläche.

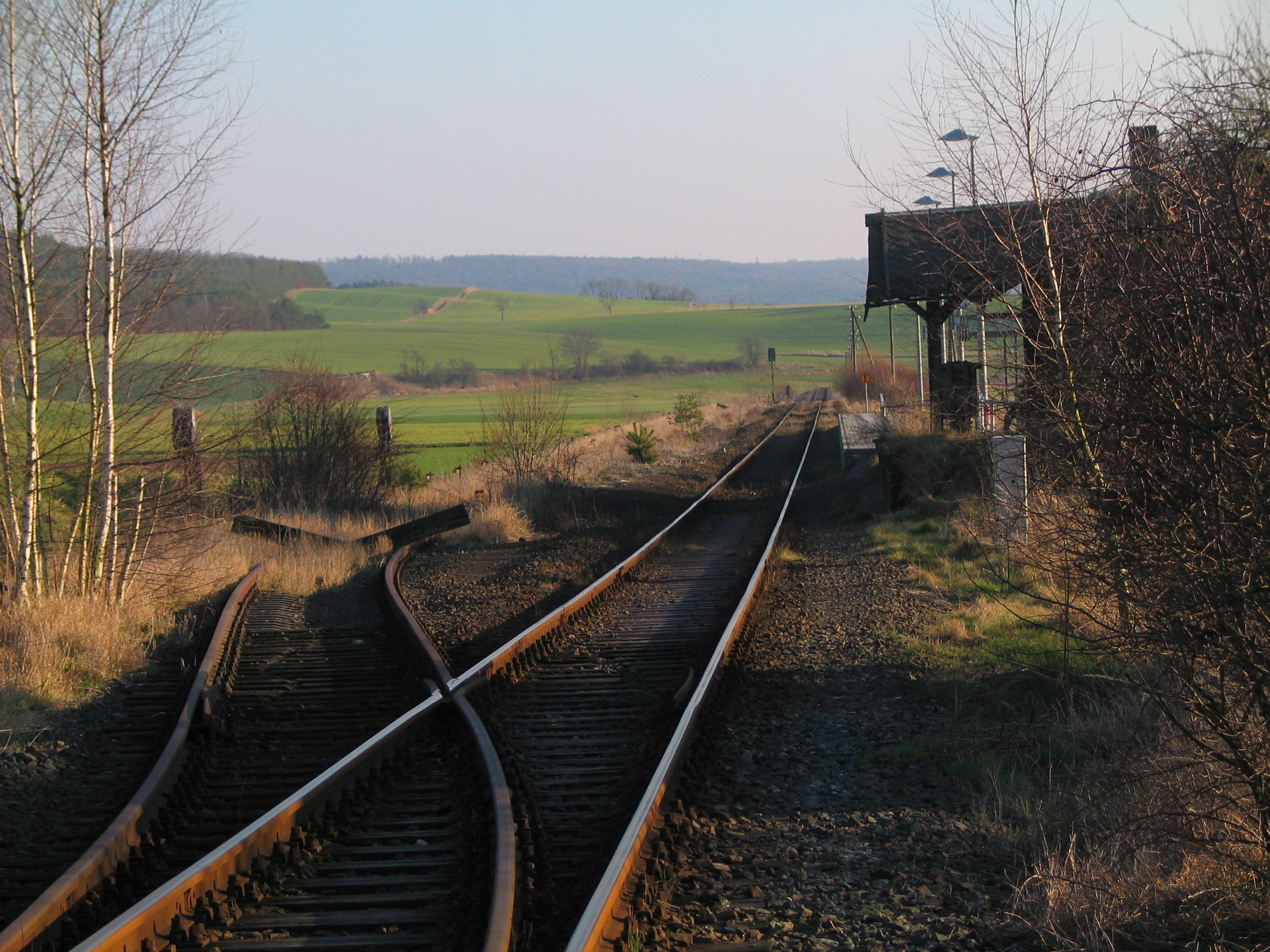
Rentweinsdorf, Reste der ehemaligen Bahnhofsanlagen

### Verkehr
- Straße: Bundesstraße 279
- Schiene: Bahnstation im Ortsteil Treinfeld (Bahnhof Rentweinsdorf) mit stündlichen Regionalbahnen, durch agilis betrieben, nach Ebern und in Richtung Bamberg; siehe auch Bahnstrecke Breitengüßbach–Maroldsweisach

### Bildung
Im Jahr 2017 gab es folgende Einrichtungen:
- einen Kindergarten mit Krippe mit 75 Plätzen und 72 Kindern
- eine Grundschule (Klassen 1/2 und 3/4) mit rund 60 Schülern

## Söhne und Töchter des Ortes
- Anton von Rotenhan (um 1390–1459), Bischof von Bamberg
- Sebastian von Rotenhan (um 1478–1534), Ritter, Kartograf und Humanist
- Johann Merck (1577–1658), Pädagoge
- Vitus Erbermann (1597–1675), Jesuit, Kontroverstheologe
- Hermann von Rotenhan (1800–1858), bayerischer Königlicher Kämmerer und Präsident der Kammer der Abgeordneten in Bayern
- Bernhard Solger (1812–1889), städtischer Baurat von Nürnberg
- Georg von Rottenhan (1831–1914), Politiker